# Holotrichia similis
Holotrichia similis är en skalbaggsart som beskrevs av Medvedev 1951. Holotrichia similis ingår i släktet Holotrichia och familjen Melolonthidae. Inga underarter finns listade i Catalogue of Life.